# Высшая школа азиатско-тихоокеанских исследований
Высшая Школа Азиатско-Тихоокеанских Исследований (англ. Graduate School of Asia-Pacific Studies), университета Васэда или GSAPS, независимая высшая школа, специализирующаяся на изучении международных отношений и общественных наук. GSAPS была создана в апреле 1998 года при университете Васэда, расположенного в Токио, Япония. GSAPS объединяет студентов, выпускников и профессоров-преподавателей из более чем 50 стран мира, что делает это учебное заведение одним из центров международного обучения и широкого культурного обмена. При GSAPS находиться Глобальный Институт Азиатской Региональной Интеграции, который поддерживается японским Министерством образования, культуры, спорта, науки и технологий.

## Местонахождение
Здание GSAPS расположено на Основном Кампусе Университета Васэда, район Синдзюку, Токио, Япония.

## Институты-партнеры
GSAPS регулярно сотрудничает в области обучения и исследований с различными учебными заведениями во всем мире, в том числе, с Лондонской Школой Экономики и Политических Наук, Институтом Международных Исследований и Развития, Национальным Университетом Сингапура, Сеульским национальным Университетом и Университетом Чулалонгкорн (Chulalongkorn University). Кроме того, при содействии программы международной мобильности Европейской комиссии Erasmus Mundus, GSAPS, в сотрудничестве с Брюссельским свободным университетом (Бельгия), «Уорикским университетом» (Великобритания), «Libera Universita Internazionale degli Studi Sociali» (Италия), Женевским университетом (Швейцария), Фуданьским университетом (Китай), осуществляет совместные докторские программы по изучению глобализации, Европейского Союза (ЕС) и многополярности.
GSAPS является аффилированным членом Ассоциации Профессиональных Школ Международных Отношений (APISA), которая объединяет ведущие мировые центры по изучению международных отношений и государственной политики.

## Обучение и Исследования
Основной тематикой обучения и исследований в GSAPS является изучение Восточной и Юго-восточной Азии, международные отношения, международное сотрудничество и политические исследования. Исследовательские семинары и занятия посвящены этим трем направлениям. Академический календарь, включает в себя весенний семестр (май-июль), летний семестр (август), осенний семестр (сентябрь-январь) и зимний семестр (февраль). Учебные дисциплины преподаются на английском и японском языках.

## Студенты
По состоянию на 1 мая 2011 г. общее количество обучающихся составляет 427 студентов, из них 283 магистрантов и 144 докторанта. Из общего числа магистрантов 69,6 % составляют студенты из разных стран и только 30,4 % являются японскими студентами. Официальная студенческая организация GSAPS, «Студенческая ассоциация» (GSA) организует социальные и академические мероприятия, а также оказывает помощь в трудоустройстве.

## Профессорско-преподавательский состав
- Satoshi Amako (Doctor of Sociology, Hitotsubashi University)
- Nobuhiko Fuwa (Ph.D. Agricultural and Resource Economics, University of California-Berkeley)
- Kenichi Goto (Ph.D., Keio University)
- Sachiko Hirakawa (Ph.D. International Relations, Waseda University)
- Akiko Kamogawa (Ed.D., Waseda University)
- Yasushi Katsuma (LL.M, Ph.D. Development Studies, University of Wisconsin-Madison)
- Yukio Kawamura (Master of Laws, University of Miami)
- Toshiharu Kitamura (M.Phil., Oxford University)
- Hideo Kobayashi (Doctor of Social Science, Tokyo Metropolitan University)
- Kazuo Kuroda (Ph.D Sociology of Education, Cornell University)
- Hua Sing Lim (Ph.D., University of London)
- Gracia Liu-Farrer (Ph.D. Sociology, University of Chicago)
- Shunji Matsuoka (Ph.D., Hiroshima University)
- Hitoshi Mitomo (Doctor of Urban and Regional Planning Studies, University of Tsukuba)
- Eiji Murashima
- Toshio Obi (Ph.D. Global Information and Telecommunication Studies, Waseda University)
- Glenda Roberts (Ph.D. Anthropology, Cornell University)
- Hatsue Shinohara (Ph.D. History, University of Chicago)
- Masaya Shiraishi (Ph.D. Sociology, University of Tokyo)
- Chikako Ueki (Ph.D. Political Science, MIT)
- Shujiro Urata (Ph.D. Economics, Stanford University)
- Michio Yamaoka (Ph.D. Social Science-International Relations, Waseda University)